# 태풍 곤파스 (2021년)
태풍 곤파스(KOMPASU)는 2021년 제18호 태풍이다. 곤파스는 일본에서 제출한 이름으로 별자리 중에서도 컴퍼스자리를 의미한다.

## 태풍의 진행

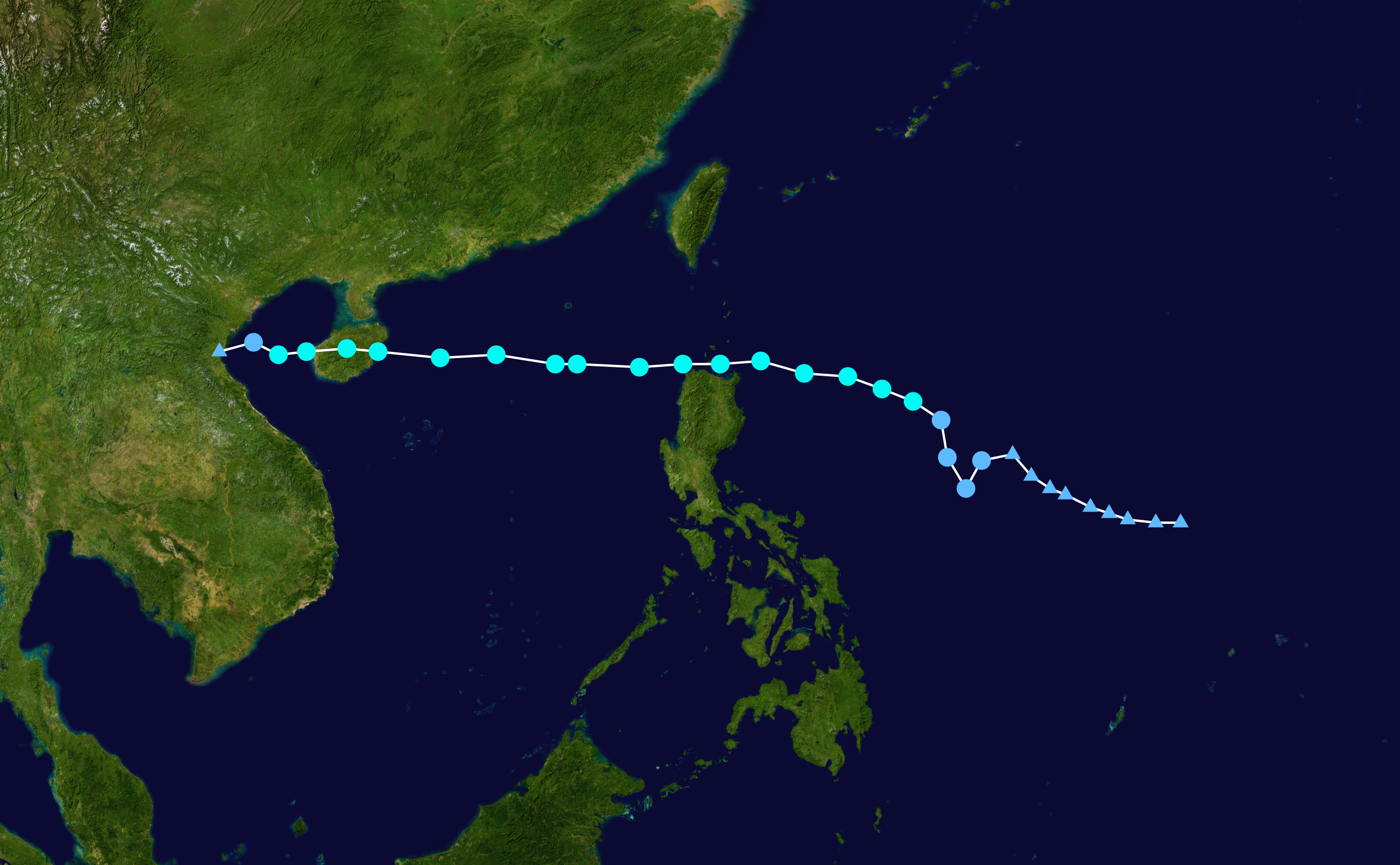
태풍 곤파스의 경로

태풍 곤파스는 10월 8일 15시에 중심기압 998hPa, 최대풍속 18m/s, 강풍 반경 950km의 열대폭풍으로 필리핀 마닐라 동쪽 약 960km 부근 해상에서 발생하였다. (일본 기상청 태풍정보 속보치 기준) 발생 이후 거의 정체 및 서진하며 루손 해협을 통과한 뒤에 남중국해에 진출하며 발달해서 10월 12일 3시에 필리핀 마닐라 북쪽 약 500km 부근 해상(루손 해협)에서 중심기압 975hPa, 최대풍속 28m/s의 강한 열대폭풍으로 최성기를 맞이하였다. 남중국해에서 최성기 세력을 유지하다가 10월 13일 18시에 최성기 세력으로 하이난섬에 상륙하였다. 하이난섬을 관통한 뒤에 통킹만에서 급약화되어서, 일본 기상청 기준으로는 10월 14일 21시에 베트남 하노이 남동쪽 약 226km 부근 해상(통킹만)에서 중심기압 1004hPa의 열대저압부로 소멸하였다. 한국 기상청 기준으로는 10월 14일 21시에 베트남 하노이 남쪽 약 180km 부근 육상에서 중심기압 1002hPa의 열대저압부로 소멸하였다.

## 제명
2023년 3월 8일 11시 45분부터 15분 동안 최종 논의되어 2022년에 이루어지지 못한 꼰선, 라이의 제명 및 말라카스, 메기, 망온, 노루, 날개, 힌남노와 함께 제명되었다. 이번 제55차 태풍위원회 회의에서 총 9개의 태풍 이름을 제명함으로서 기존 기록인 6개의 태풍 이름을 제명한 것을 훨씬 뛰어넘게 되었다.

## 같이 보기
- 2021년 태풍